# Bellingham Bay
La baia di Bellingham (in inglese: Bellingham Bay) è una insenatura dell'Oceano Pacifico, vicino alla costa dello Stato di Washington (Stati Uniti d'America). È separata dallo Stretto di Georgia a ovest dalla Penisola di Lummi. A est è circondata dalle città di Bellingham, a sud-est dalle Montagne Chuckanut e a sud dalla Baia di Samish. Il fiume Nooksack e il torrente Whatcom sono i due principali corsi d'acqua che sfociano nella baia.

## Origine del nome
Questa baia fu così battezzata in onore di Sir William Bellingham, che aveva un importante incarico nella Marina Britannica al tempo in cui il capitano George Vancouver navigò in queste acque durante una spedizione nel giugno del 1792. Il primo europeo a entrare in questa baia fu il navigatore spagnolo José María Narváez, durante la spedizione di Francisco de Eliza del 1791. Narváez chiamò il bacino Baia Gaston.